# Orkestbak

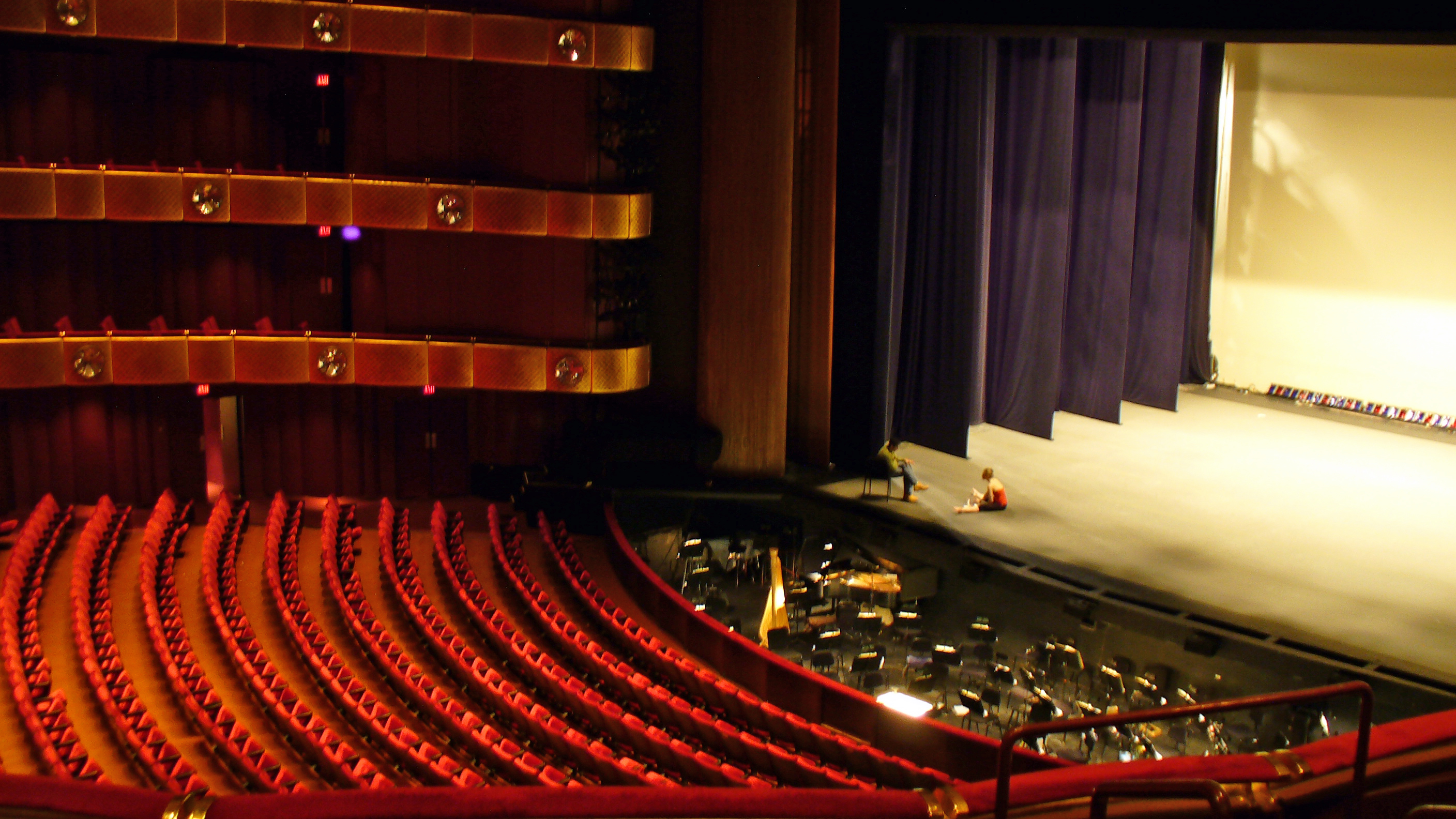
Een orkestbak tussen het publieke zaalgedeelte en het podium

De orkestbak is bij een muzikale toneeluitvoering (opera, operette, ballet, musical) de plaats waar het orkest zit.
Er is ruimte voor een volledig symfonieorkest, bestaande uit tientallen musici.
Het is een verlaagde plaats tussen het toneel en het publiek - de toeschouwers kijken dus over de orkestbak heen. Toeschouwers op de hogere zitplaatsen kunnen in de orkestbak kijken. Soms bevindt de orkestbak zich gedeeltelijk onder het toneel.
Als de orkestbak niet nodig is, kan die in de meeste zalen aan het zicht worden onttrokken. Dit gebeurt door hem af te dekken, of door de vloer van de orkestbak omhoog te schuiven tot zaal- of podiumniveau. Er is dan plaats voor een groter toneel of meer stoelen.
De orkestbak is een zeker risico voor de acteurs - het komt weleens voor dat een onoplettende acteur naast het podium stapt en tussen de musici belandt. Om letsel en schade te voorkomen, wordt er soms een net over een deel van de orkestbak gespannen. Aan de kant van het publiek is er doorgaans een (verwijderbare) borstwering.
Soms is er een trap tussen de orkestbak en het toneel. Er is dan enige interactie mogelijk, waar vooral tijdens een komedie gebruik van kan worden gemaakt. De dirigent kan dankzij zo'n trap via het toneel naar de orkestbak lopen, waardoor hij meer opvalt en meer applaus ontvangt dan wanneer hij direct in de orkestbak verschijnt. Ook kan hij aan het eind van de uitvoering vanuit de orkestbak via de trap het podium op gaan om het slotapplaus en bloemen in ontvangst te nemen.

## Andere vormen
In een circus zit het orkestje meestal in een ruimte boven de ingang naar de piste. Ook dit wordt de orkestbak genoemd. De musici hebben daar een goed uitzicht op de piste en dat is nodig, omdat ze, in tegenstelling tot bij een opera, sterk moeten improviseren en reageren op wat er in de piste gebeurt.
Een klein combo, bijvoorbeeld bij een cabaret, wordt meestal op het podium opgesteld. Er is dan dus geen orkestbak.